# DHT (band)
DHT is een Belgische danceband, met zangeres Edmée Daenen en producer en schrijver Flor Theeuwes (28 augustus 1976). "DHT" staat voor "dance.house.trance".

## Biografie
Edmée zingt al sinds 2001 bij de groep, maar werd pas lid van de groep in 2003. DHT had een hitsingle in 2005 met hun coverversie van Roxettes Listen to Your Heart. In Amerika behaalden ze de top 10 van de hitlijsten. Een akoestische versie van het nummer werd uitgebracht ten behoeve van de slachtoffers van Orkaan Katrina.
In totaal verkocht DHT vanaf 1995 zo'n 1,8 miljoen cd's.

## Discografie

### Albums
| Album met eventuele hitnotering(en) in de Nederlandse Album Top 100 | Datum van verschijnen | Datum van binnenkomst | Hoogste positie | Aantal weken | Opmerkingen   |
| ------------------------------------------------------------------- | --------------------- | --------------------- | --------------- | ------------ | ------------- |
| Listen to Your Heart                                                | 19-7-2005             |                       |                 |              |               |
| Listen to Your Heart [Dance & Unplugged]                            | 19-7-2005             |                       |                 |              | 2-disc versie |
| #2                                                                  | 14-6-2019             |                       |                 |              |               |

### Singles
| Single met eventuele hitnotering(en) in de Nederlandse Top 40 | Datum van verschijnen | Datum van binnenkomst | Hoogste positie | Aantal weken | Opmerkingen             |
| ------------------------------------------------------------- | --------------------- | --------------------- | --------------- | ------------ | ----------------------- |
| Listen to Your Heart                                          |                       | 1-10-2005             | 10              | 17           | als DHT featuring Edmée |